# 284 Амалія
284 Амалія (284 Amalia) — астероїд головного поясу, відкритий 29 травня 1889 року Огюстом Шарлуа у Ніцці.